# Stoornis in de impulsbeheersing
Stoornissen in de impulsbeheersing is een groep psychische aandoeningen waarbij de persoon geen of weinig beheersing heeft van zijn natuurlijke impulsen. Dit houdt in dat de persoon zijn woede niet kan beheersen, niet kan stoppen met winkelen of gokken, diefstal pleegt of zich de haren uittrekt. Het is van belang om hierbij het verschil tussen dwang en drang te zien. Er is bij stoornissen in de impulsbeheersing primair geen sprake van dwangmatig gedrag (zoals bij een obsessieve-compulsieve stoornis), maar van een gebrek aan beheersing van eigenlijk alledaagse vormen van aandrang of lust. Iedereen wordt weleens kwaad, waagt weleens een gokje, vertoont agressie of is een beetje jaloers op het bezit van een ander. Iedereen heeft echter een ingebouwde 'rem' om te voorkomen dat er problemen ontstaan door al te impulsief gedrag. Wie een stoornis van de impulsbeheersing heeft, mist deze rem en is niet in staat zijn impulsen in goede banen te leiden. Dit kan zich uiten in een breed scala van symptomen.
Het Diagnostic and Statistical Manual of Mental Disorders beschrijft de volgende aandoeningen in deze categorie:
- Kleptomanie
- Pathologisch gokken
- Pyromanie
- Periodieke explosieve stoornis

Verder vermeldt het handboek de restgroep Stoornis van de impulsbeheersing niet anderszins omschreven. Hieronder vallen stoornissen die wel afwijkingen van de impulsbeheersing betreffen, maar niet onder de bovenstaande ziektebeelden vallen.